# Heteroligus pentodontinus
Heteroligus pentodontinus är en skalbaggsart som beskrevs av Hermann Julius Kolbe 1905. Heteroligus pentodontinus ingår i släktet Heteroligus och familjen Dynastidae. Inga underarter finns listade i Catalogue of Life.